# Pēteris Oliņš
Pēteris Oliņš (ur. 3 kwietnia 1890, zm. 27 sierpnia 1962 w Rio de Janeiro) – łotewski urzędnik państwowy i dyplomata, przedstawiciel Łotwy w Argentynie (1935–1946) i Brazylii (1935–1961). 

## Biogram
W latach 1910–1914 studiował filozofię na Uniwersytecie Petersburskim, naukę kontynuował na Uniwersytecie Łotewskim (1922–1925) i Uniwersytecie w Waszyngtonie, gdzie uzyskał stopień magistra historii (1926). Rok później obronił dysertację doktorską z dziedziny filozofii. 
W czasie I wojny światowej służył w wojsku rosyjskim, dostał się do niewieli niemieckiej. Po powrocie na Łotwę w 1918 pracował w Kancelarii Państwowej, a od 1919 w Ministerstwie Spraw Zagranicznych. Od listopada 1919 do lutego 1922 I sekretarz, a później radca w poselstwie Łotwy w Warszawie. W 1923 przez krótki czas pracował w poselstwie w Wielkiej Brytanii, od 1925 do 1927 był radcą w poselstwie w Waszyngtonie, a w latach 1929–1930 Moskwie. W 1933 mianowano go konsulem generalnym w Rio de Janeiro (ponownie w 1935). 
Kierował Wydziałem Zachodnim (1922–1923; 1923–1925; 1927–1929) oraz Wschodnim MSZ (1930–1933). Od lipca 1933 do lutego 1935 dyrektor Departamentu Przemysłu i Handlu Ministerstwa Finansów. 
Od kwietnia 1935 Chargé d’affaires w Argentynie i Brazylii (z siedzibą w Buenos Aires). 23 lipca 1940 złożył notę protestacyjną przeciwko okupacji Łotwy przez ZSRR. W Buenos Aires pozostał do listopada 1946, gdy Argentyna zlikwidowała poselstwa krajów bałtyckich. Miesiąc później znalazł się w Rio de Janeiro, gdzie do marca 1961 kierował poselstwem Łotwy. W tym samym roku Brazylia powiadomiła o zerwaniu relacji dyplomatycznych z państwami bałtyckimi, przyznano mu jedynie funkcję á titre personel.
W 1944 był współzałożycielem Łotewskiego Towarzystwa Pomocy w Rio de Janeiro (Latviešu palīdzības biedrība Riodežaneiro). 
Odznaczony Orderem Trzech Gwiazd. 